# تشياو تشياو
تشياو تشياو (بالصينية: 焦莉娜) هي ممثلة سنغافورية وهونغ كونغية، ولدت في 1 مايو 1943 بتشونغتشينغ في الصين.

## وصلات خارجية
- تشياو تشياو على موقع IMDb (الإنجليزية)
- تشياو تشياو على موقع ألو سيني (الفرنسية)
- تشياو تشياو على موقع أول موفي (الإنجليزية)
- تشياو تشياو على موقع قاعدة بيانات الفيلم (الإنجليزية)
- تشياو تشياو على موقع كينوبويسك (الروسية)